# Improvisació 27
Improvisació 27 (més conegut com a Jardí d'amor 2) és una pintura a l'oli sobre tela realitzada per Vassili Kandinski l'any 1912.

## Anàlisi
Tot sembla indicar que el tema principal del quadre és l'escenari bíblic del jardí de l'Edèn, tant pel subtítol (Jardí de l'amor) com pels elements que componen l'obra. Al centre de la imatge, es distingeix un gran sol groc, d'on surten rajos vermells. Al voltant del sol, que és l'única forma que es distingeix clarament, es troben fins a tres parelles, una sobre el sol, la segona a la part inferior dreta de la tela i l'última a l'esquerra del sol. Es pot distingir amb dificultat la serp de la temptació, i potser un cavall pasturant i un gos dormint.
En comptes de mostrar les figures humanes i els animals, Kandinski merament els suggereix. Els esbossos aproximats de les parelles, per exemple, es fonen en formes úniques, atestant la convicció de Kandinski que la idea del jardí d'amor podia ser expressada sense la representació explícita del món físic.
Kandinski volia que el seu art pogués comunicar-se en els seus propis termes, independentment dels senyals naturalístics. Veia les línies i el color com els fonaments del seu "llenguatge" visual que comparava amb el de la música, que expressa pura emoció alliberada de tota representació. L'interès de Kandinski a connectar l'art amb la música es revela en el títol dels seus quadres, que sovint descriuen les obres com a formes musicals. Jardí d'amor, per exemple, rep també el nom d'Improvisació 27.

## Història
Jardí d'amor ha estat exposat en diverses mostres. Poc després de ser pintat, es va incloure a la important exposició de Blaue Reiter a la galeria que Herwath Walden acabava d'obrir a Berlín, la Der Sturm Gallery (el mateix any 1912), i el 1913 va ser l'única obra de Kandinksi a l'Armony Show de Nova York, on Alfred Stieglitz, en veure l'obra, ràpidament la va adquirir per a la seva col·lecció privada. El 1988, va ser adquirit pel Metropolitan Museum of Art.